# Liste der Bürgermeister von Rösrath
Dies ist die Liste der Bürgermeister von Rösrath im Rheinisch-Bergischen Kreis in Nordrhein-Westfalen.
| Bürgermeister                     | Amtsbeginn    | Amtsende       | Partei | Anmerkungen                                                                     |
| --------------------------------- | ------------- | -------------- | ------ | ------------------------------------------------------------------------------- |
| Franz Wilhelm Anton Gammersbach   | 1808          | Februar 1833   |        | Bis 1830 Amtssitz Haus Steeg, danach Haus Venauen                               |
| Johann Wilhelm Joseph Finkelnburg | April 1833    | Juli 1841      |        | 1794–1876, Schwiegersohn des vorherigen, gleichzeitig Bürgermeister von Overath |
| Martin Overath                    | August 1841   | Mai 1851       |        |                                                                                 |
| Robert Rohr                       | Mai 1851      | Juli 1878      |        | Amtssitz Schloss Eulenbroich                                                    |
| Franz Leyhausen                   | August 1878   | Juni 1905      |        | Amtssitz Bürgermeisteramt Hoffnungsthal                                         |
| Max Haumann                       | Oktober 1905  | März 1931      |        |                                                                                 |
| Max Steinsträßer                  | April 1931    | April 1945     |        |                                                                                 |
| Gottfried Fuhrmann                | Mai 1945      | Februar 1946   | CDU    |                                                                                 |
| Robert Vierkötter                 | März 1946     | Oktober 1946   | SPD    |                                                                                 |
| Josef Arens                       | November 1946 | März 1947      | CDU    |                                                                                 |
| Wilhelm Beinhoff                  | April 1947    | Oktober 1948   | CDU    |                                                                                 |
| Paul Leibner                      | November 1948 | Dezember 1950  | SPD    |                                                                                 |
| Günther Runkel                    | Februar 1951  | November 1951  | FDP    |                                                                                 |
| Kurt Adenauer                     | Dezember 1951 | Dezember 1954  | CDU    |                                                                                 |
| Erwin Schiffbauer                 | Januar 1955   | April 1963     | SPD    |                                                                                 |
| Matthias Großmann                 | Mai 1963      | Oktober 1964   | CDU    |                                                                                 |
| Erwin Schiffbauer                 | November 1964 | Februar 1972   | SPD    |                                                                                 |
| Siegfried Tews                    | März 1972     | April 1975     | SPD    |                                                                                 |
| Karlheinz Krakau                  | Mai 1975      | September 1989 | CDU    |                                                                                 |
| Dieter Happ                       | Oktober 1989  | November 2008  | SPD    | Erster hauptamtlicher Bürgermeister ab 1. Oktober 1999                          |
| Marcus Mombauer                   | Dezember 2008 | Oktober 2020   | CDU    |                                                                                 |
| Bondina Schulze                   | November 2020 | amtierend      | Grüne  |                                                                                 |

|  |  |